# 道格拉斯·麦克唐纳
道格拉斯·麦克唐纳（英語：Douglas McDonald，1935年5月11日—），加拿大男子赛艇运动员。他曾代表加拿大参加1956年夏季奥林匹克运动会赛艇比赛，获得男子八人单桨有舵手银牌。